# Vera Misévich
Vera Antónovna Misévich –en ruso, Вера Антоновна Мисевич– (Kiev, Unión Soviética, 10 de abril de 1945-Kiev, 4 de marzo de 1995) fue una jinete soviética que compitió en la modalidad de doma.
Participó en los Juegos Olímpicos de Moscú 1980, obteniendo una medalla de oro en la prueba por equipos (junto con Yuri Kovshov y Viktor Ugriumov). Ganó dos medallas de bronce en el Campeonato Europeo de Doma, en los años 1977 y 1981.

## Palmarés internacional
| Juegos Olímpicos   | Juegos Olímpicos    | Juegos Olímpicos  | Juegos Olímpicos |
| Año                | Lugar               | Medalla           | Categoría        |
| ------------------ | ------------------- | ----------------- | ---------------- |
| 1980               | Moscú (URSS)        | Medalla de oro    | Por equipos      |
| Campeonato Europeo |                     |                   |                  |
| Año                | Lugar               | Medalla           | Categoría        |
| 1977               | San Galo (Suiza)    | Medalla de bronce | Por equipos      |
| 1981               | Laxenburg (Austria) | Medalla de bronce | Por equipos      |